# Ani Lorak
Karolina Myroslavivna Kuiek (sinh ngày 27 tháng 9 năm 1978), nổi bật hơn với tên gọi Ani Lorak, là một ca sĩ người Nga gốc Ukraina. Cô từng được trao tặng Nghệ sĩ Nhân dân Ukraina - danh hiệu danh giá và uy tín nhất của Ukraina. Lorak được xem là một trong những nhân vật nữ giàu sức ảnh hưởng và nổi tiếng nhất ở đất nước của mình, cũng như là một trong những người phụ nữ đẹp nhất đến từ Đông Âu. Ani Lorak được cho là ca sĩ sở hữu thu nhập cao nhất Ukraina vào năm 2014.
Lorak trở nên nổi tiếng ngoài các nước thuộc Liên Xô cũ sau khi cô đại diện cho Ukraina tranh tài tại Eurovision Song Contest 2008 với bài hát "Shady Lady". Cô giành vị trí á quân sau Dima Bilan của Nga.
Năm 2018, cô nhận giải ZD ở hạng mục Ca sĩ hay nhất năm. Ngày 19 tháng 10 năm 2022, Ani Lorak bị Ukraina đưa vào danh sách trừng phạt, và bị cấm nhập cảnh vào nước này trong năm năm.

## Thân thế
Ani Lorak có một tuổi thơ đặc biệt nhọc nhằn, và quãng thời gian ấy đã định hình nên cá tính của Lorak, theo lời cô chia sẻ sau này. Lorak sinh ra ở thành phố Kitsman, tỉnh Chernivtsi ở miền Tây Ukraina. Cô sống cùng nhà với Anh hùng Ukraina, ca sĩ kiêm nhà soạn nhạc Volodymyr Ivasyuk. Lorak sống ở căn nhà mà Volodymyr từng sống lúc còn bé, và ông ngoại cô đã mua lại ngôi nhà từ nhà Ivasyuk sau khi họ quyết định chuyển đi khỏi Kitsman. Trước khi chào đời, cha mẹ cô (lần lượt làm nhà báo và phát thanh viên) đã ly thân. Tuy nhiên, mẹ cô vẫn chọn đặt tên Lorak theo họ cha sau khi cô chào đời.
Lorak nuôi dưỡng mong ước trở thành ca sĩ từ lúc mới bốn tuổi. Cô thường biểu diễn ở nhiều cuộc thi ca hát của trường. Lúc bé, cô nghe rất nhiều ca sĩ của Nga như Alla Pugacheva và Larisa Dolina - những nghệ sĩ nổi tiếng lúc bấy giờ.
Với tiếng Ukraina là tiếng mẹ đẻ, Lorak được mẹ một tay nuôi lớn. Sau khi sống ở Kitsman trong nhiều năm, gia đình chuyển đến Chernivtsi và sống trong cảnh nghèo đói cùng cực. Từ lúc sáu tuổi đến khi học lớp bảy, cô và các anh em ruột được đưa đến một ngôi nhà nuôi dưỡng (foster home) tại Chernivtsi, vì mẹ cô không đủ khả năng chăm sóc toàn thời gian cho các con. Năm cô lên chín tuổi, người anh cả Serhii hi sinh trong chiến tranh Liên Xô–Afghannistan. Người anh cả của Lorak phải đi lính để lấy tiền nhằm đưa Lorak và hai người em khỏi nhà nuôi dưỡng. Serhii cũng là người đầu tiên nhận ra năng khiếu âm nhạc của cô. Sau cùng khi gia đình được cấp một căn hộ ở Chernivtsi, Lorak trở thành đối tượng bị bắt nạt ở trường mới do hoàn cảnh nghèo khó của cô.

## Sự nghiệp

### 1992–1998: Đầu sự nghiệp ở Ukraina và những album đầu tiên
Năm 1992, tức năm 13 tuổi, cô tham gia cuộc thi hát Pervotsvit ở Chernivtsi và giành ngôi quán quân. Tại cuộc thi, cô gặp gỡ Yuriy Falyosa, và ông trở thành nhà sản xuất đầu tiên của cô. Nhờ đó mà ở tuổi 15, cô đã ký hợp đồng chuyên nghiệp có thời hạn mười năm. Trong khoảng thời gian, theo điều khoản của hợp đồng, cô không được phép kết hôn hay sinh con.
Từ tháng 3 năm 1995, Kuiek trở nên nổi bật với nghệ danh Ani Lorak sau khi cô tham gia chương trình truyền hình âm nhạc thiếu nhi Morning Star trên kênh Channel One Russia. Ban đầu cô định biểu diễn trên chương trình với tên gọi Karolina, song nữ ca sĩ được khuyên rằng không nên làm vậy vì đã có một ca sĩ khác thành danh ở Nga sử dụng nghệ danh đó. Vì thế mà nghệ danh "Ani Lorak" đã ra đời, nó là đảo ngược tên "Karolina" của cô.
Sau khi tham gia Morning Star, tên tuổi của Lorak bắt đầu phát triển ở Ukraina. Mùa hè năm 1995, Lorak là một trong những người giành vị trí quán quân ở nhạc hội Chervona Ruta (năm ấy sự kiện diễn ra tại Sevastopol và Simferopol), trở thành bước ngoặt để cô bước chân vào ngành kinh doanh biểu diễn Ukraina. Sau đó, cùng năm ấy Ani Lorak chuyển đến Kyiv để bắt đầu thu thanh album đầu tiên. Cô được ghi danh là "Phát hiện của năm" tại nhạc hội Ukraina Tavria Games vào năm 1996. Cùng năm đó, cô phát hành album tiếng Nga đầu tiên mang tên Khochu letat (I Want to Fly).
Lorak tiếp tục ghi những bài hát mới nữa vào năm 1997. Hai video âm nhạc (MV) của cô ("Manekenschitsa" và "Bozhe moy") được ghi hình, và bài "Bozhe moy" được đưa vào soundtrack của bộ phim điện ảnh "The Right to Choose". Mùa đông năm 1998, MV mới của cô là "Ya vernus" được ghi hình vào tháng 12, nằm trong album tiếng Nga thứ hai của Lorak mang tên Ya vernus. Phần tái xử lý hậu kỳ của album diễn ra ở New York. Cùng lúc ấy, hai MV "O moya lyubov" và "Dozhdlivy gorod" được ghi hình để đính kèm album mới.

### 1999–2005: Nghệ sĩ Ưu tú Ukraina, các album tiếng Ukraina và dự thi Eurovision lần đầu
Đầu năm 1999, Lorak bắt đầu tour diễn quốc tế lớn đầu tiên của mình, cô biểu diễn ở Hoa Kỳ, Pháp, Đức, Hungary và mọi thành phố lớn ở Ukraina. Năm 1999, cô nhận được danh hiệu Nghệ sĩ Ưu tú Ukraina. Cùng năm ấy, cô làm quen với Igor Krutoy, và ông đã sáng tác cho cô bài "Zerkala", giúp cô gây dựng danh tiếng ban đầu ở Nga.
Năm 2000, cô phát hành album thứ ba với Falyosa làm nhà sản xuất chính. Tác phẩm có tựa đề www.anilorak.com, gồm các sáng tác bằng tiếng Anh, tiếng Nga và tiếng Ukraina. Một năm sau, Lorak quay trở lại hát thuần bằng tiếng Ukraina khi phát hành album thứ tư mang tên Tam, de ty ye.... Sau đó, một album bằng tiếng Ukraina thứ hai của cô được trình làng, mang tựa đề Ani Lorak vào năm 2004, phần lớn tác phẩm có trùng các bài hát với album của cô vào năm 2000. Vào các năm 2004-2005, Ani Lorak làm Đại sứ Thiện chí của Liên Hợp Quốc về bệnh HIV/AIDS tại Ukraina.
Năm 2005, Ani Lorak lần đầu thử sức biểu diễn tại Eurovision Song Contest và gần như chắc chắn cô sẽ hát bài của quê hương cô ở Kyiv, nhưng sau cùng bài đó không được chọn. Tại cuộc thi tiền tuyển chọn quốc gia năm 2005, thất bại sít sao của cô đặc biệt gây tranh cãi, vì quán quân cuộc thi GreenJolly chỉ được thêm tên sau đó và không buộc phải vượt qua vòng loại bằng cách thắng một trận trong 15 trận vòng sơ loại, không như toàn bộ các thí sinh vào chung kết khác. Tuy nhiên, bài hát "Razom nas bahato" có tác động lớn đến xã hội, sau sự kiện Cách mạng Cam. Lorak kết thúc ở vị trí á quân tại trận chung kết quốc gia Ukraina với bài hát "A Little Shot Of Love". Sau đó, cô phát hành album tiếng Anh đầu tiên và duy nhất mang tên Smile.

### 2006–2012: Thay đổi nhà sản xuất, Eurovision 2008 vàSolntse

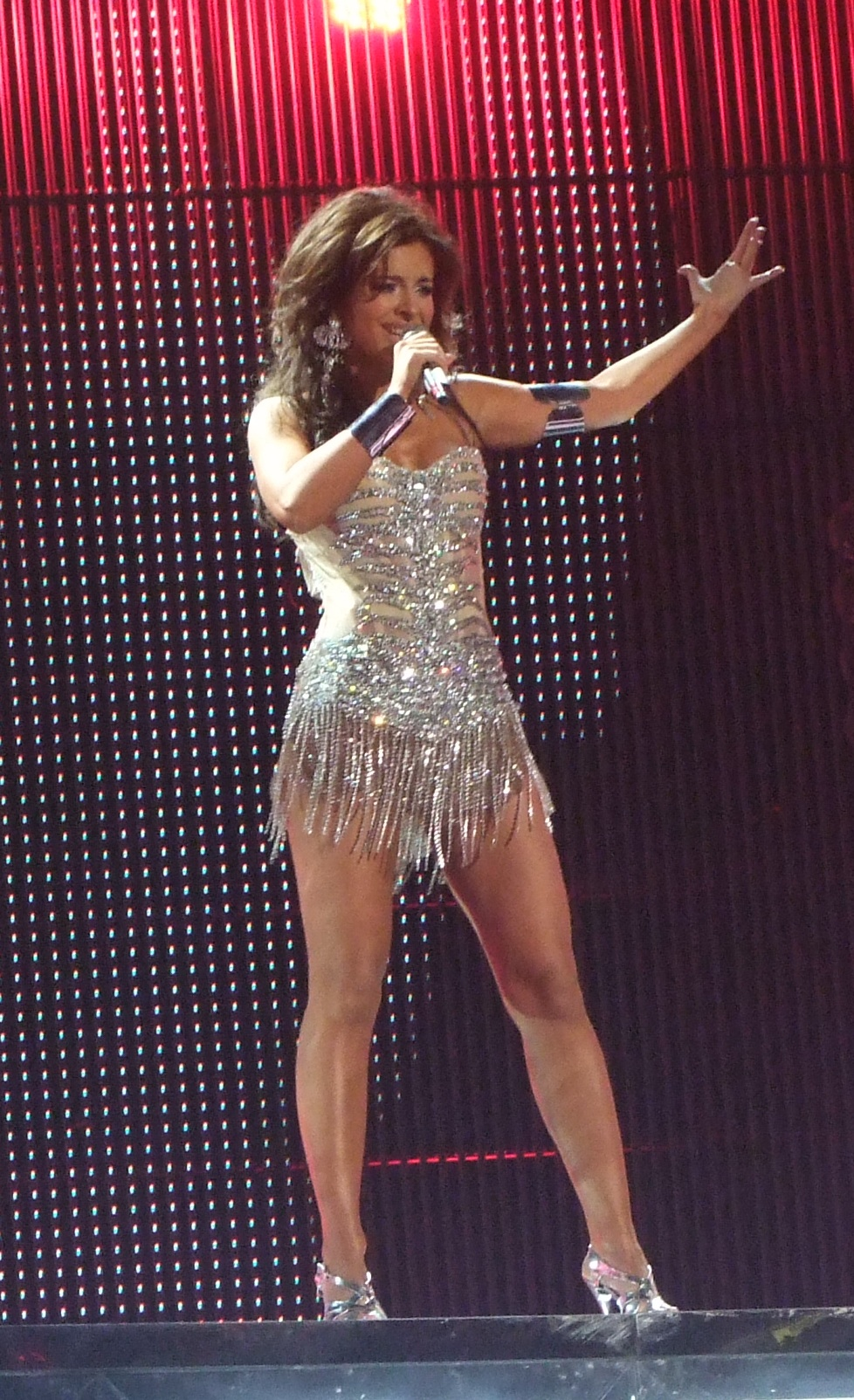
Lorak tại trận bán kết Eurovision Song Contest 2008 ở Serbia.

Năm 2006, album thứ chín của cô có tựa đề Rozkazhi, một lần nữa hoàn toàn bằng tiếng Ukraina. Ngay sau khi album được phát hành, Lorak đã chấm dứt hợp đồng với Falyosa và bắt đầu làm việc cùng nhà sản xuất Konstantin Meladze. Cùng năm ấy, Lorak phát hành bản song ca với cậu em Valery Meladze, bản nhạc đã trở thành bài hit trên đài phát thanh đầu tiên của Lorak ở Nga. Năm 2007, cô mừng kỷ niệm 15 năm hoạt động nghệ thuật với 15, thể hiện gần như bằng tiếng Nga, có Natsu và Lorak mà thiếu nhà sản xuất.
Năm 2007, người bạn và đồng nghiệp Philipp Kirkorov của Lorak đã thành công đăng ký dự thi Eurovision 2007cho Belarus và chọn đưa Lorak đến Eurovision ở Belgrade vào năm 2008. Cuối năm 2007, một nguồn tin báo rằng đài phát sóng nhà nước NTU của của Ukraina đã họp nội bộ và chọn ra Lorak để đại diện quốc gia đi thi Eurovision ở Belgrade, phía công chúng và ban giám khảo sẽ chọn ra ca khúc dự thi. Đây là lần nội bộ lựa chọn dự thi thứ ba và cuối cùng trước khi chọn ra Go A dự thi năm 2021. Ngày 23 tháng 2 năm 2008, Lorak trình bài năm bài hát tiềm năng trong một chương trình đặc biệt. Ca khúc "Shady Lady" (do Karen Kavaleryan và Philipp Kirkorov sáng tác) đã giành ngôi quán quân chương trình bằng chiến thắng rực rỡ.
Ngay sau đó, cô thu thanh phiên bản tiếng Nga của "Shady Lady" (ca khúc cô dùng để dự thi Eurovision) với tựa đề "S neba v nebo." Giống như Dmitry Koldun một năm về trước, Lorak đã tổ chức chiến dịch quảng bá hoành tráng và ghé thăm các quốc gia để giới thiệu bài hát, gồm Malta, Nga, Bulgaria, Tây Ban Nha và Đức. Tại Eurovision Song Contest 2008 ở Belgrade, cô hát bài "Shady Lady" ở trận bán kết vào ngày 23 tháng 5 năm 2008. Nữ ca sĩ đã giành được một suất vào trận chung kết. Cô giành vị trí á quân trong trận chung kết sau Dima Bilan, đem lại cho Ukraina ngôi á quân thứ hai liên tiếp và số điểm cao thứ ba lịch sử. Nhà thiết kế người Ý Roberto Cavalli đã dựng chiếc váy lộng lẫy cho tiết mục của Lorak tại cuộc thi, được chế tác bằng kim cương Swarovski. Nhà vũ đạo người Hy Lạp Fokas Evangelinos thiết kế show riêng, có tham gia bốn vũ công. Trước khi biểu diễn ở trận chung kết, Lorak đã giật giải Nghệ thuật - được bình chọn là bài dự thi phổ biến nhất trong số các thí sinh cũ của cuộc thi.
Sau khi về nhì ở Eurovision, Lorak trở lại Ukraina bằng danh tiếng mới. Vì thế mà cô và Philipp Kirkorov được trao danh hiệu Nghệ sĩ Nhân dân Ukraina. Ở Chernivtsi, sự nghiệp của cô bắt đầu vào năm 1992, rồi nhận một ngôi sao trên Star Alley ở trung tâm thành phố.
Năm 2009, cô phát hành album thứ mười Solntse - tác phẩm do Yuliia Kyryliuk (từng sản xuất đĩa nhạc của cô dự thi Eurovision) sản xuất. Album trở thành tác phẩm thành công nhất của cô thời điểm ấy. Tháng 10 năm 2009, Lorak được các chuyên gia của tạp chí Ukraina Focus xếp ở vị trí 41 trong top 100 "nhân vật nữ giàu sức ảnh hưởng nhất ở Ukraine".
Năm 2010, Lorak phát hành album tuyển tập mang tên The Best. Lúc ấy, cô tiếp tục phát hành nhạc hầu như chỉ bằng tiếng Nga và biểu diễn ở các nước nói tiếng Nga.

### 2013–2017: Bị phê bình vì biểu diễn ở Nga,Razve ty lyubil...và tourKarolina

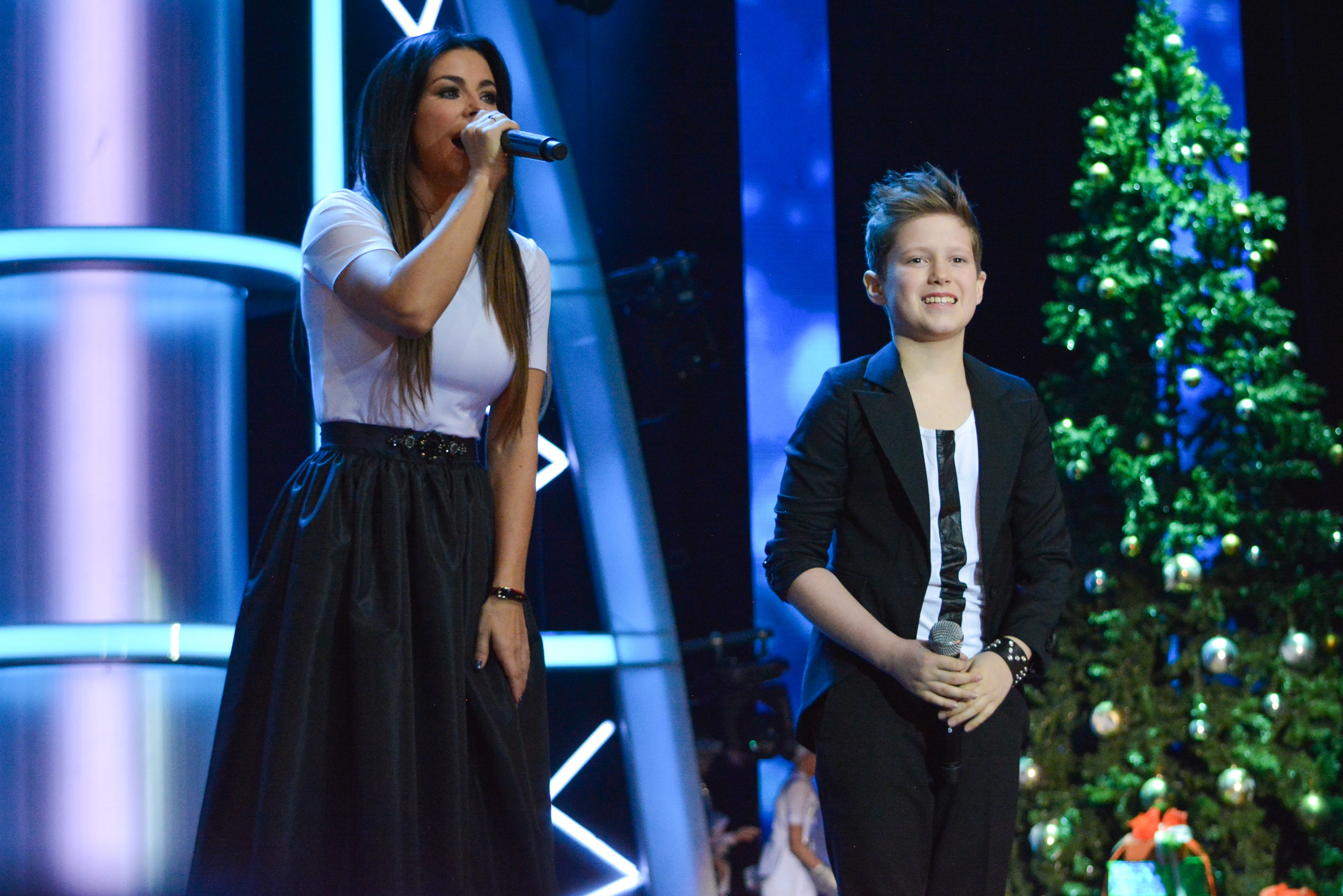
Ani Lorak biểu diễn vào năm 2014.

Năm 2013, Lorak trở lại Hy Lạp để cho cho ra mắt album thứ 14 Zazhigay serdtse cùng với Kontopoulos. Diana Golde và Ruslan Kvinta cũng sáng tác một số bài hát trong abum. Từ tháng 3 đến tháng 6 năm 2014, Lorak làm huấn luyện viên ở mùa bốn của Holos Krainy. Trong mùa chương trình này, cô là huấn luyện viên của Mykyta Aliekieiev và là người nâng đỡ anh bắt đầu sự nghiệp.
Sau vụ sáp nhập Krym và chiến tranh ở Donbas, Lorak tiếp tục biểu diễn ở Nga. Hành động này dấy lên sự phê phán từ một số chính trị gia và một bộ phận xã hội Ukraina. Ở một số buổi hòa nhạc của cô ở Odesa và Kyiv vào năm 2014, người biểu tình đã tập hợp trước tụ điểm tổ chức hòa nhạc. Tháng 11 năm 2014, các nhà hoạt động tập trung để phản đối buổi hòa nhạc của cô ở Cung Nghệ thuật quốc gia Ukraina. Do đó mà một buổi hòa nhạc ở Odesa đã bị hủy.
Sự việc Lorak có mặt trên chương trình dịp Năm Mới của kênh truyền hình Inter trở thành đề tài bị phê phán trên mạng xã hội. Ngôi sao của cô trên Star Alley ở Chernivtsi lần đầu bị phá hoại với dòng chữ "PTN GFY" và bị trộm mất vào đêm ngày 29 đến 30 tháng 1 năm 2015. Tháng 5 năm 2015, Hội đồng thành phố Chernivtsi quyết định không tu sửa ngôi sao mới cho Lorak.
Trong khi ấy, Lorak gặt hái thành công thương mại lớn ở Nga. Cô biểu diễn một số bản song ca với Grigory Leps, gồm các bài "Ukhodi po-angliyski" và "Zerkala" - cả hai bài đều đạt vị trí cao trên bảng xếp hạng phát thanh của Nga. Cuối năm 2016, cô phát hành abum tiếng Nga tiếp theo Razve ty lyubil?.... Năm 2017, cô đi lưu diễn ở Nga với tour Karolina.

### 2018–nay: TourDIVAvàThe BEST
Đầu năm 2018, Lorak khởi động tour tiếp theo mang tên DIVA - tour này nhận được những đánh giá tích cực từ giới phê bình âm nhạc. Một album thu trực tiếp và ghi lại chuyến lưu diễn được phát hành vào năm 2020. Mùa thu năm 2018, Lorak trở thành huấn luyện viên ở mùa bảy của The Voice of Russia.
Tháng 8 năm 2019, cô ra mắt tour hòa nhạc kỷ niệm THE BEST. Cuối năm 2019, Lorak phát hành album phòng thu thứ 12 Za mechtoy, cô tự sáng tác phần lớn các bài hát trong album.
Năm 2021, cô sắm vai trong một tập của chương trình truyền hình Sud’ba cheloveka của Russia-1. Trong tập phim, cô có dịp hiếm hoi trải lòng về đời tư và lịch sử hoạt động âm nhạc của mình.
Năm 2022, cô phản đối Nga xâm lược Ukraina, song bị phê phán nặng nề vì phản ứng chậm trễ và thờ ơ, rồi tiếp tục hát ở Nga.

## Hoạt động kinh doanh
Năm 2005, Ani Lorak và hôn thê Murat khai trương nhà hàng Angel Lounge chuyên về ẩm thực Địa Trung Hải ở trung tâm Kyiv. Năm 2009, họ khai trương công ty du lịch Ukraina có tên gọi Holiday Travel - chi nhánh của công ty Turtess Travel mà Murat công tác. Năm 2010, Lorak trở thành gương mặt quảng cáo của Oriflame. Cô tham gia một số chuyên mục quảng cáo sản phẩm và phát triển một loại nước hoa mới có tên gọi Chiffon by Ani Lorak.
Năm 2011, Lorak được công bố là nữ ca sĩ giàu thứ năm ở Ukraina, với mức thu nhập của đội quản lý của cô lên đến 2,35 triệu đô la Mỹ (USD) năm ấy. Mức thu thông thường của cô là 25.000-40.000 USD cho mỗi hòa nhạc.

## Đời tư
Lorak từng kết hôn với quản lý khách sạn kiêm đại diện lữ hành người Thổ Nhĩ Kỳ Murat Nalçacıoğlu từ năm 2009 đến 2019. Ngày 9 tháng 6 năm 2011, Lorak hạ sinh cô con gái tên Sophia. Ngày 19 tháng 10 năm 2022, Ani Lorak bị đưa vào danh sách trừng phạt của Ukraina.

## Hoạt động từ thiện
Lorak đã dành nhiều thời gian cho các hoạt động từ thiện. Từ năm 2004-2005, Lorak trở thành Đại sứ Thiện chí về HIV/AIDS của Liên Hợp Quốc ở Ukraina. UNICEF và Liên Hợp Quốc ở Ukraina đã trao kỷ niệm chương cho Lorak vì hỗ trợ và giúp đỡ những công dân Ukraina bị nhiễm HIV. Năm 2005, Lorak được trao Huân chương Thánh Stanislav hạng bốn và Huân chương Sĩ quan vì "đã củng cố uy tín của Ukraina trên trường quốc tế, vì tính chuyên nghiệp cao, thành tựu sáng tạo tuyệt vời, hoạt động từ thiện và tuân thủ các lý tưởng của tinh thần hiệp sĩ."

## Danh sách đĩa nhạc

### Album phòng thu
| Tựa đề                                | Chi tiết | Chứng nhận      | Doanh số          |
| ------------------------------------- | --- | --------------- | ----------------- |
| Khochu letat (I Want To Fly)          | - Ngày phát hành: 1996 - Hãng thu âm: Holy Music • NAC - Định dạng: Cassette, CD                               | —               | —                 |
| Ya vernus (I'll Be Back)              | - Ngày phát hành: tháng 12 năm 1998 - Hãng thu âm: Soyuz-Ukraina - Định dạng: Cassette, CD                     | —               | —                 |
| Tam, de ty ye (There Where You Are)   | - Ngày phát hành: 18 tháng 12 năm 2001 - Hãng thu âm: RG Music - Định dạng: Cassette, CD                       | - Ukraina: Vàng | - Ukraina: 50.000 |
| Ani Lorak                             | - Ngày phát hành: 6 tháng 3 năm 2004 - Hãng thu âm: Lavina Music - Định dạng: Cassette, CD                     | - Ukraina: Vàng | - Ukraina: 50.000 |
| Smile                                 | - Ngày phát hành: 30 tháng 9 năm 2005 - Hãng thu âm: Lavina Music - Định dạng: Cassette, CD                    | —               | —                 |
| Rozkazhy (Tell Me)                    | - Ngày phát hành: 8 tháng 5 năm 2006 - Hãng thu âm: Lavina Music - Định dạng: Cassette, CD                     | - Ukraina: Vàng | - Ukraina: 50.000 |
| 15                                    | - Ngày phát hành: 24 tháng 10 năm 2007 - Hãng thu âm: Lavina Music - Định dạng: Cassette, CD                   | —               | —                 |
| Solntse (The Sun)                     | - Ngày phát hành: 6 tháng 5 năm 2009 - Hãng thu âm: Moon • CD Land - Định dạng: CD, DVD, Nhạc số               | —               | —                 |
| Zazhigay serdtse (Fire Up Your Heart) | - Ngày phát hành: 22 tháng 9 năm 2013 - Hãng thu âm: Moon • United Music Group - Định dạng: CD, Vinyl, Nhạc số | —               | —                 |
| Razve ty lyubil (Did You Love Me)     | - Ngày phát hành: 1 tháng 10 năm 2016 - Hãng thu âm: United Music Group - Định dạng: CD, Nhạc số               | —               | —                 |
| Za mechtoy (For The Dream)            | - Ngày phát hành: 10 tháng 10 năm 2019 - Hãng thu âm: Warner Music Russia - Định dạng: Nhạc số                 | —               | —                 |
| Ya zhiva (I'm Alive)                  | - Ngày phát hành: 12 tháng 11 năm 2021 - Hãng thu âm: Warner Music Russia - Định dạng: Nhạc số                 | —               | —                 |

### Album thu trực tiếp
| Tựa đề   | Chi tiết                                                                                     |
| -------- | -------------------------------------------------------------------------------------------- |
| Karolina | - Ngày phát hành: 2 tháng 6 năm 2015 - Hãng thu âm: Moon - Định dạng: CD, Nhạc số            |
| Diva     | - Ngày phát hành: 12 tháng 4 năm 2020 - Hãng thu âm: United Music Group - Định dạng: Nhạc số |

### Album tuyển tập
| Tựa đề                 | Chi tiết                                                                               |
| ---------------------- | -------------------------------------------------------------------------------------- |
| www.anilorak.com       | - Ngày phát hành: 18 tháng 5 năm 2000 - Hãng thu âm: Rostok - Định dạng: Cassette, CD  |
| The Best               | - Ngày phát hành: tháng 8 năm 2010 - Hãng thu âm: Moon - Định dạng: CD, Nhạc số        |
| Izbrannoye (Favourite) | - Ngày phát hành: 15 tháng 8 năm 2011 - Hãng thu âm: Gala Records - Định dạng: CD, DVD |

### Album remix
| Tựa đề                         | Chi tiết                                                                                    |
| ------------------------------ | ------------------------------------------------------------------------------------------- |
| Mriy pro mene (Dream About Me) | - Ngày phát hành: 31 tháng 5 năm 2003 - Hãng thu âm: Lavina Music - Định dạng: Cassette, CD |

### Album video
| Tựa đề                              | Chi tiết                                                              |
| ----------------------------------- | --------------------------------------------------------------------- |
| Tam, de ty ye (There Where You Are) | - Phát hành: 2003 - Hãng thu âm: Lavina Music - Định dạng: VHS        |
| Solntse (The Sun)                   | - Phát hành: 20 tháng 1 năm 2011 - Hãng thu âm: Moon - Định dạng: DVD |
| Karolina                            | - Phát hành: 1 tháng 11 năm 2014 - Hãng thu âm: Moon - Định dạng: DVD |

## Bài hát

### Đĩa đơn
| Năm                                                             | Tựa đề                                          | Vị trí xếp hạng cao nhất | Vị trí xếp hạng cao nhất | Vị trí xếp hạng cao nhất | Vị trí xếp hạng cao nhất | Vị trí xếp hạng cao nhất | Chứng nhận         | Album                         |
| Năm                                                             | Tựa đề                                          | Ukraina                  | Hy Lạp                   | Latvia                   | Nga                      | Thụy Điển                | Chứng nhận         | Album                         |
| --------------------------------------------------------------- | ----------------------------------------------- | ------------------------ | ------------------------ | ------------------------ | ------------------------ | ------------------------ | ------------------ | ----------------------------- |
| 2006                                                            | "100 Kisses" (với Oleksandr Ponomariov)         | —                        | —                        | —                        | —                        | —                        |                    | Đĩa đơn không nằm trong album |
| 2007                                                            | "Let Me Go (Car Song)" (hợp tác với Starlovers) | —                        | —                        | —                        | —                        | —                        |                    | Đĩa đơn không nằm trong album |
| 2008                                                            | "Shady Lady"                                    | —                        | 2                        | —                        | —                        | 57                       |                    | Solntse                       |
| 2009                                                            | "Увлечение" (với Timur Rodriguez)               | —                        | —                        | 25                       | —                        | —                        |                    | The Best                      |
| 2013                                                            | "Оранжевые сны"                                 | 1                        | —                        | —                        | 43                       | —                        |                    | Zazhigay serdtse              |
| 2013                                                            | "Забирай"                                       | 5                        | —                        | —                        | 29                       | —                        |                    | Razve ty lyubil               |
| 2013                                                            | "Зеркала" (với Grigory Leps)                    | 1                        | —                        | —                        | 17                       | —                        |                    | Razve ty lyubil               |
| 2013                                                            | "Снится сон"                                    | —                        | —                        | —                        | —                        | —                        |                    | Đĩa đơn không nằm trong album |
| 2014                                                            | "Медленно"                                      | 1                        | —                        | —                        | 22                       | —                        |                    | Razve ty lyubil               |
| 2014                                                            | "Балада про мальви"                             | —                        | —                        | —                        | —                        | —                        |                    | Đĩa đơn không nằm trong album |
| 2014                                                            | "I'm Alive"                                     | —                        | —                        | —                        | —                        | —                        | - Hy Lạp: Bạch kim | Solntse                       |
| 2015                                                            | "Корабли"                                       | 3                        | —                        | —                        | 45                       | —                        |                    | Razve ty lyubil               |
| 2015                                                            | "Без тебя"                                      | 50                       | —                        | —                        | —                        | —                        |                    | Razve ty lyubil               |
| 2015                                                            | "Don't Give Up" (hợp tác với Kirill Slepukha)   | 49                       | —                        | —                        | —                        | —                        |                    | Đĩa đơn không nằm trong album |
| 2015                                                            | "Осенняя любовь"                                | —                        | —                        | —                        | 7                        | —                        |                    | Razve ty lyubil               |
| 2015                                                            | "Уходи по-английски" (với Grigory Leps)         | —                        | —                        | —                        | 62                       | —                        |                    | Razve ty lyubil               |
| 2016                                                            | "Удержи моё сердце"                             | 13                       | —                        | —                        | 57                       | —                        |                    | Razve ty lyubil               |
| 2016                                                            | "Я не могу сказать" (với Emin)                  | —                        | —                        | —                        | —                        | —                        |                    | Prosti, moya lyubov           |
| 2016                                                            | "Разве ты любил"                                | —                        | —                        | —                        | 58                       | —                        |                    | Razve ty lyubil               |
| 2017                                                            | "Сопрано" (với Mot)                             | 31                       | —                        | —                        | 21                       | —                        |                    | Dobraya muzyka klavish        |
| 2017                                                            | "Новый бывший"                                  | 48                       | —                        | —                        | 37                       | —                        |                    | Đĩa đơn không nằm trong album |
| 2017                                                            | "Проститься" (với Emin)                         | —                        | —                        | —                        | —                        | —                        |                    | Prosti, moya lyubov           |
| 2018                                                            | "Сумасшедшая"                                   | —                        | —                        | —                        | 27                       | —                        |                    | Đĩa đơn không nằm trong album |
| 2018                                                            | "Сон"                                           | 38                       | —                        | —                        | 48                       | —                        |                    | Za mechtoy                    |
| 2019                                                            | "Я тебя ждала"                                  | 32                       | —                        | —                        | 64                       | —                        |                    | Za mechtoy                    |
| 2019                                                            | "Я в любви"                                     | —                        | —                        | —                        | —                        | —                        |                    | Za mechtoy                    |
| 2019                                                            | "Мы нарушаем"                                   | —                        | —                        | —                        | 27                       | —                        |                    | Za mechtoy                    |
| 2020                                                            | "Ухожу" (với Misha Marvin)                      | —                        | —                        | —                        | —                        | —                        |                    | Đĩa đơn không nằm trong album |
| 2020                                                            | "Твоей любимой"                                 | 72                       | —                        | —                        | 39                       | —                        |                    | Đĩa đơn không nằm trong album |
| 2020                                                            | "Страдаем и любим"                              | 70                       | —                        | —                        | 35                       | —                        |                    | Ya zhiva                      |
| 2021                                                            | "Наполовину"                                    | 70                       | —                        | —                        | 48                       | —                        |                    | Ya zhiva                      |
| 2021                                                            | "Раздетая"                                      | 67                       | —                        | —                        | —                        | —                        |                    | Ya zhiva                      |
| 2021                                                            | "Не отпускай" (với Sergey Lazarev)              | —                        | —                        | —                        | —                        | —                        |                    | Đĩa đơn không nằm trong album |
| 2021                                                            | "Бачила"                                        | —                        | —                        | —                        | —                        | —                        |                    | Ya zhiva                      |
| 2021                                                            | "Он"                                            | —                        | —                        | —                        | —                        | —                        |                    | Ya zhiva                      |
| 2021                                                            | "Не отпускай меня"                              | —                        | —                        | —                        | —                        | —                        |                    | Ya zhiva                      |
| 2022                                                            | "Лабиринт"                                      | —                        | —                        | —                        | 68                       | —                        |                    | Остров                        |
| 2023                                                            | "Обратный отсчет"                               | —                        | —                        | —                        | —                        | —                        |                    | Остров                        |
| 2023                                                            | "Рядом, но не вместе"                           | —                        | —                        | —                        | 23                       | —                        |                    | Остров                        |
| "—" chỉ đĩa đơn không lọt vào bảng xếp hạng ở vùng lãnh thổ đó. |                                                 |                          |                          |                          |                          |                          |                    |                               |

### Đĩa đơn quảng bá
| Năm                                                                                       | Tựa đề              | Vị trí xếp hạng cao nhất | Vị trí xếp hạng cao nhất | Album                         |
| Năm                                                                                       | Tựa đề              | Hy Lạp                   | Thụy Điển                | Album                         |
| ----------------------------------------------------------------------------------------- | ------------------- | ------------------------ | ------------------------ | ----------------------------- |
| 2000                                                                                      | "Ангел мрій моїх"   | —                        | —                        | www.anilorak.com              |
| 2008                                                                                      | "Shady Lady"        | 2                        | 57                       | Solntse                       |
| 2009                                                                                      | "Солнце"            | —                        | —                        | Solntse                       |
| 2010                                                                                      | "Нежность рассвета" | —                        | —                        | Đĩa đơn không nằm trong album |
| "—" chỉ đĩa đơn không lọt vào bảng xếp hạng hoặc không được phát hành ở vùng lãnh thổ đó. |                     |                          |                          |                               |

## Giải thưởng
| Năm  | Giải thưởng                                 | Tên đề cử                            | Hạng mục                                            | Kết quả   | Nguồn  |
| ---- | ------------------------------------------- | ------------------------------------ | --------------------------------------------------- | --------- | ------ |
| 1992 | Giải của nhạc hội Prevotsvit                | Ani Lorak                            | Chưa rõ                                             | Giải nhì  | [ 61 ] |
| 1994 | Giải của nhạc hội quốc tế Veselad           | Ani Lorak                            | Chưa rõ                                             | Giải nhất | [ 62 ] |
| 1994 | Giải của nhạc hội quốc tế Dolia             | Ani Lorak                            | Chưa rõ                                             | Giải nhất | [ 62 ] |
| 1995 | Cuộc thi Morning Star                       | Ani Lorak                            | Chưa rõ                                             | Đoạt giải | [ 63 ] |
| 1995 | Giải của nhạc hội toàn quốc Chervona Ruta   | Ani Lorak                            | Chưa rõ                                             | Giải nhì  | [ 63 ] |
| 1996 | Cuộc thi Morning Star                       | Ani Lorak                            | Siêu chung kết                                      | Giải nhất | [ 64 ] |
| 1996 | Giải của nhạc hội Tavriyski Igry            | Ani Lorak                            | Phát hiện của năm 1995                              | Giải nhất | [ 64 ] |
| 1996 | Cuộc thi Big Apple Music                    | Ani Lorak                            | Grand-Prix                                          | Đoạt giải | [ 64 ] |
| 1997 | Giải của nhạc hội Song 97                   | Ani Lorak                            | Chưa rõ                                             | Giải nhất | [ 65 ] |
| 1997 | Giải của nhạc hội toàn quốc Song Vernissage | Ani Lorak                            | Grand-Prix                                          | Đoạt giải | [ 65 ] |
| 1998 | Giải của nhạc hội Tavriyski Ihry            | Ani Lorak                            | Ca sĩ của năm                                       | Đoạt giải | [ 66 ] |
| 1998 | Giải của nhạc hội Tavriyski Ihry            | Ani Lorak                            | Ca sĩ nhạc pop của năm                              | Đoạt giải | [ 67 ] |
| 1999 | Giải của nhạc hội Tavriyski Ihry            | Ani Lorak                            | Ca sĩ của năm                                       | Đoạt giải | [ 67 ] |
| 2000 | chưa rõ                                     | "Zerkala"                            | Tác phẩm phát hành cho fan club hay nhất năm 2000.  | Đoạt giải | [ 68 ] |
| 2001 | Giải của nhạc hội Tavriyski Ihry            | Ani Lorak                            | Ca sĩ của năm                                       | Đoạt giải | [ 69 ] |
| 2001 | chưa rõ                                     | Ani Lorak Nazavzhdy                  | Phim điện ảnh ca nhạc hay nhất năm                  | Đoạt giải | [ 69 ] |
| 2002 | Giải của nhạc hội Tavriyski Ihry            | Ani Lorak                            | Ca sĩ của năm                                       | Đoạt giải | [ 70 ] |
| 2002 | Tạp chí Elle                                | Ani Lorak                            | Ca sĩ của năm                                       | Đoạt giải |        |
| 2003 | Giải của nhạc hội Tavriyski Ihry            | Ani Lorak                            | Ca sĩ của năm                                       | Đoạt giải | [ 71 ] |
| 2004 | Giải UBN                                    | Ani Lorak                            | Ca sĩ của năm                                       | Đoạt giải | [ 72 ] |
|      | Tạp chí Elle                                | Ani Lorak                            | Ca sĩ của năm                                       | Đoạt giải |        |
| 2005 | Giải Zolotoy Gramofon                       | "Мriy pro mene"                      | Bài hát hay nhất năm 2004                           | Đoạt giải | [ 73 ] |
| 2005 | Giải Zolota Zharptytsia                     | "Try zvychnykh slova"                | Bài hát hay nhất năm 2004                           | Đoạt giải | [ 73 ] |
| 2005 | Giải Zolota Zharptytsia                     | Ani Lorak                            | Ca sĩ xuất sắc nhất nhất năm                        | Đoạt giải | [ 73 ] |
| 2005 | Giải Zolota Zharptytsia                     | Ani Lorak                            | Giải lựa chọn của khán giả                          | Đoạt giải | [ 73 ] |
| 2006 | Giải Zolota Sharmanka                       | "Rozkazhy"                           | Chưa rõ                                             | Đoạt giải | [ 74 ] |
| 2006 | Tạp chí Viva!                               | Ani Lorak                            | Người phụ nữ đẹp nhất Ukraina                       | Đoạt giải | [ 74 ] |
| 2008 | Eurovision Song Contest                     | "Shady Lady"                         | Chưa rõ                                             | Giải nhì  | [ 75 ] |
| 2008 | Eurovision Song Contest                     | Ani Lorak                            | Giải Nghệ thuật                                     | Đoạt giải | [ 75 ] |
| 2008 | Tạp chí Focus                               | Ani Lorak                            | Nghệ sĩ được công chúng quan tâm nhất               | #1        | [ 75 ] |
| 2008 | Tạp chí Focus                               | Ani Lorak                            | Top 100 nhân vật nữ giàu sức ảnh hưởng nhất Ukraina | —         | [ 75 ] |
| 2009 | Eurovision Song Contest Radio               | Ani Lorak (với bài hát "Shady Lady") | Ca sĩ xuất sắc nhất 2008                            | Đoạt giải | [ 76 ] |
| 2009 | Giải Nhân vật của năm                       | Ani Lorak                            | Thần tượng Ukraina                                  | Đoạt giải | [ 76 ] |
| 2010 | World Fashion Awards                        | Ani Lorak                            | Ca sĩ Thời trang                                    | Đoạt giải | [ 77 ] |
| 2010 | Giải Zolotoy Gramofon                       | "For You"                            | Bài hát của năm                                     | Đoạt giải | [ 77 ] |
| 2011 | Giải Nhân vật của năm                       | Ani Lorak                            | Star Solo                                           | Đoạt giải | [ 78 ] |
| 2012 | Giải Zolotoy Gramofon                       | "Obnimi Menya"                       | Bài hát của năm                                     | Đoạt giải | [ 79 ] |
| 2012 | Tạp chí Seven Days                          | Ani Lorak                            | Người phụ nữ đẹp nhất ở Nga                         | Đoạt giải | [ 79 ] |
| 2013 | Tạp chí Viva!                               | Ani Lorak                            | Người phụ nữ đẹp nhất                               | Đoạt giải | [ 80 ] |
| 2013 | Giải Nhân vật của năm 2012                  | Ani Lorak                            | Nhân vật văn hóa Ukraina                            | Đoạt giải | [ 80 ] |
| 2013 | Giải thưởng âm nhạc Nga lần thứ ba          | Ani Lorak                            | Vũ đạo của năm                                      | Đoạt giải | [ 80 ] |
| 2013 | Giải Muz-TV                                 | Ani Lorak                            | Nghệ sĩ biểu diễn của năm                           | Đoạt giải | [ 80 ] |
| 2014 | Giải thưởng âm nhạc Nga                     | "Mirrors" (với Grigory Leps)         | Song ca xuất sắc nhất                               | Đoạt giải | [ 81 ] |
| 2014 | Giải thưởng âm nhạc Nga                     | Karolina                             | Show hòa nhạc xuất sắc nhất                         | Đoạt giải | [ 81 ] |
| 2014 | Giải của Panik Records                      | "I'm Alive"                          | Giải đặc biệt                                       | Đoạt giải | [ 81 ] |
| 2014 | Giải âm nhạc Á-Âu (EMA)                     | Ani Lorak                            | Nghệ sĩ Á-Âu xuất sắc nhất                          | Đoạt giải | [ 81 ] |
| 2014 | Giải Zolotoy Gramofon                       | "Mirrors" (với Grigory Leps)         | Chưa rõ                                             | Đoạt giải | [ 81 ] |
| 2014 | Giải của kênh truyền hình Inter             | "Slow"                               | Bài hát của năm                                     | Đoạt giải | [ 81 ] |
| 2015 | Giải thưởng âm nhạc Nga lần thứ năm         | Ani Lorak                            | Ca sĩ của năm                                       | Đoạt giải | [ 82 ] |
| 2015 | Giải MUZ-TV                                 | Ani Lorak                            | Ca sĩ của năm                                       | Đoạt giải | [ 82 ] |
| 2015 | Giải Nhân vật Thời trang                    | Ani Lorak                            | Ca sĩ Thời trang của năm                            | Đoạt giải | [ 82 ] |
| 2015 | Giải Zolotoy Gramofon                       | "Ships"                              | Chưa rõ                                             | Đoạt giải | [ 82 ] |
| 2016 | Giải Nhân vật Thời trang                    | Ani Lorak                            | Ca sĩ sành điệu nhất                                | Đoạt giải |        |
| 2017 | Giải Nhân vật Thời trang                    | "I Can't Tell" (với Emin)            | Song ca Thời trang                                  | Đoạt giải | [ 83 ] |
| 2017 | Giải MUZ-TV                                 | Didn't You Love Me?                  | Album hay nhất năm                                  | Đoạt giải | [ 83 ] |
| 2017 | Giải Musicbox                               | Ani Lorak                            | Giải đặc biệt High Plank                            | Đoạt giải | [ 83 ] |
| 2017 | Giải thưởng âm nhạc Nga lần thứ bảy         | "Soprano" (với Mot)                  | Song ca của năm                                     | Đoạt giải | [ 83 ] |
| 2017 | Giải Zolotoy Gramofon                       | "Soprano" (với Mot)                  | Chưa rõ                                             | Đoạt giải | [ 83 ] |
| 2017 | Giải âm nhạc Major League                   | "Soprano" (với Mot)                  | Siren Vàng                                          | Đoạt giải | [ 83 ] |
| 2017 | Giải âm nhạc VK                             | "Soprano" (với Mot)                  | Chưa rõ                                             | Đoạt giải | [ 83 ] |
| 2017 | Chưa rõ                                     | "You Still Love"                     | Bài hát của năm                                     | Đoạt giải | [ 83 ] |
| 2018 | Giải âm nhạc ZARA                           | Ani Lorak                            | Nữ ca sĩ xuất sắc nhất năm                          | Đoạt giải | [ 84 ] |
| 2018 | Chương trình âm nhạc quốc tế BraVo          | DIVA                                 | Show của năm                                        | Đoạt giải | [ 84 ] |
| 2018 | Giải thưởng âm nhạc Nga lần thứ tám         | DIVA                                 | Show của năm                                        | Đoạt giải | [ 84 ] |
| 2018 | Giải Nhân vật Thời trang                    | DIVA                                 | Show hòa nhạc xuất sắc nhất                         | Đoạt giải | [ 84 ] |
| 2018 | Giải MUZ-TV                                 | "Soprano" (với Mot)                  | Song ca xuất sắc nhất năm                           | Đoạt giải | [ 84 ] |